# Хапоель (Бейт-Шеан)
«Хапоель Бейт-Шеан» (івр. הפועל בית שאן) — ізраїльський футбольний клуб з міста Бейт-Шеан. У 1990-х роках клуб провів декілька сезонів у вищому дивізіоні ізраїльського чемпіонату, проте після цього швидко опустився до нижчих дивізіонів. У 2006 році розформований, але в 2009 році відновлений.

## Історія
Заснований 1953 року. У 1969 році, після злиття з представником Ліги Бет «Хапоель» (Нде-Нахум), перейменований на Хапоель Бейт-Шеан / Сде-Нахум, проте два роки по тому повернувся до історичної назви. До 1976 році виступав у Лізі Бет, потім піднявся до Ліги Алеф, а в 1978 році виборов путівку до Ліги Арцит (на той час — другий дивізіон чемпіонату Ізраїлю). За підсумками сезону 1983/84 років вилетів до Ліги Алеф, але вже в 1986 році повернувся до Ліги Арцит. Незабаром після цього знову понизилися в класі, але в 1993 році під керівництвом Еліши Леві знову повернулися до другого дивізіону. У сезоні 1993/94 років клуб фінішував на 2-у місці й вперше у власній історіїх виборов путівку до Ліги Леуміт, на той час вищого дивізіону чемпіонату Ізраїлю.
Після виходу до еліти ізраїльського футболу, перші чотири матчі сезону провів на стадіоні в Тиверіада, оскільки домашній стадіон «Хапоеля» перебував на реконструкції. У своєму дебютному сезоні в Лізі Леуміт змогли зберегти місце в елітному дивізіоні лише в останньому турі. Програючи по ходу зустрічі «Маккабі» (Хайфа) (команда боролася за чемпіонство) з рахунком 0:2, зрештою «Хапоель» вирвав перемогу (3:2). Про цей матч згодом зняли фільм під назвою «Аутсайдери: Історія війни».
Леві залишив команду в 1995 році, проте вже в 1997 році повернувся на тренерський місток «Хапоеля». 2 травня 1998 року відбувся поєдинок проти єрусалимського «Бейтара» (проходив на «Кір'ят-Еліезері» в Хайфі, за рекомендаціями поліції), який увійшов в історію як «Матч на шнурках», оскільки команду з Бейт-Шеана звинуватили у тому, що вона дозволила «Бейтару» виграти матч (та чемпіонський титул).
Після деклькох посередніх сезонів в елітному дивізіоні, за підсумками сезону 1998/99 років «Хапоель» понизився в класі. У сезоні 2001/02 років команда фінішувала на останньому місці в турнірній таблиці другого дивізіону й знову понизилася в класі. Втертє «Хапоель» вилетів за підсумками сезону 2003/04 років, цього разу до Ліги Алеф. За підсумками сезону 2005/06 років клуб вибув з Ліги Алеф, після чого доросла команда була розформована, в той же час продовжила існувати юнацька команда клубу.
У 2009 році, після об'єднання з «Хапоелем» (Квалім-Месілот), виник «Хапоель Бейт-Шеан Месілот», який отримав місце «Месілота» в Лізі Бет. Наступного разу клуб поглинув «Маккабі» (Бейт-Шеан), який поступився «Хапоелю» своїм місцем у Лізі Бет. Після цього команда почала відродження, спочатку вона виграла Підгрупу Б групи «Північ» Ліги Бет, а потім і Лігу Алеф.

## Досягнення
- Ліга Алеф (третій дивізіон)
  -  Чемпіон (3): 1973/74, 1975/76, 1985/86

- Ліга Бет (четвертий дивізіон)
  -  Чемпіон (3): 1963/64, 1965/66, 2012/13

- Кубок Групи «Північ Б» Ліги Бет
  -  Володар (1): 2012/13

## Відомі гравці
- Олег Кошелюк
- Дмитро Осадчий
- Володимир Заярний
- Олександр Жданов
- Арманд Зейберліньш